# Hitetano
Hitetano is een bestuurslaag in het regentschap Toba Samosir van de provincie Noord-Sumatra, Indonesië. Hitetano telt 270 inwoners (volkstelling 2010).